# Jordán (Střevač)
Rybník Jordán o rozloze vodní plochy 0,93 ha se nalézá asi 1 km jihozápadně od centra vesnice Střevač v okrese Jičín u silnice III. třídy č. 28025 vedoucí ze Střevače do obce Chyjice. Rybník je napájen říčkou Mrlina. U rybníka se pod hrází nalézá budova bývalého Hlavatého mlýna.
Po hrázi rybníka vede polní cesta.
Rybník byl vybudován před rokem 1768, poněvadž je zachycen na již mapách I. vojenského mapování. V roce 2019 je využíván pro chov ryb.

## Galerie

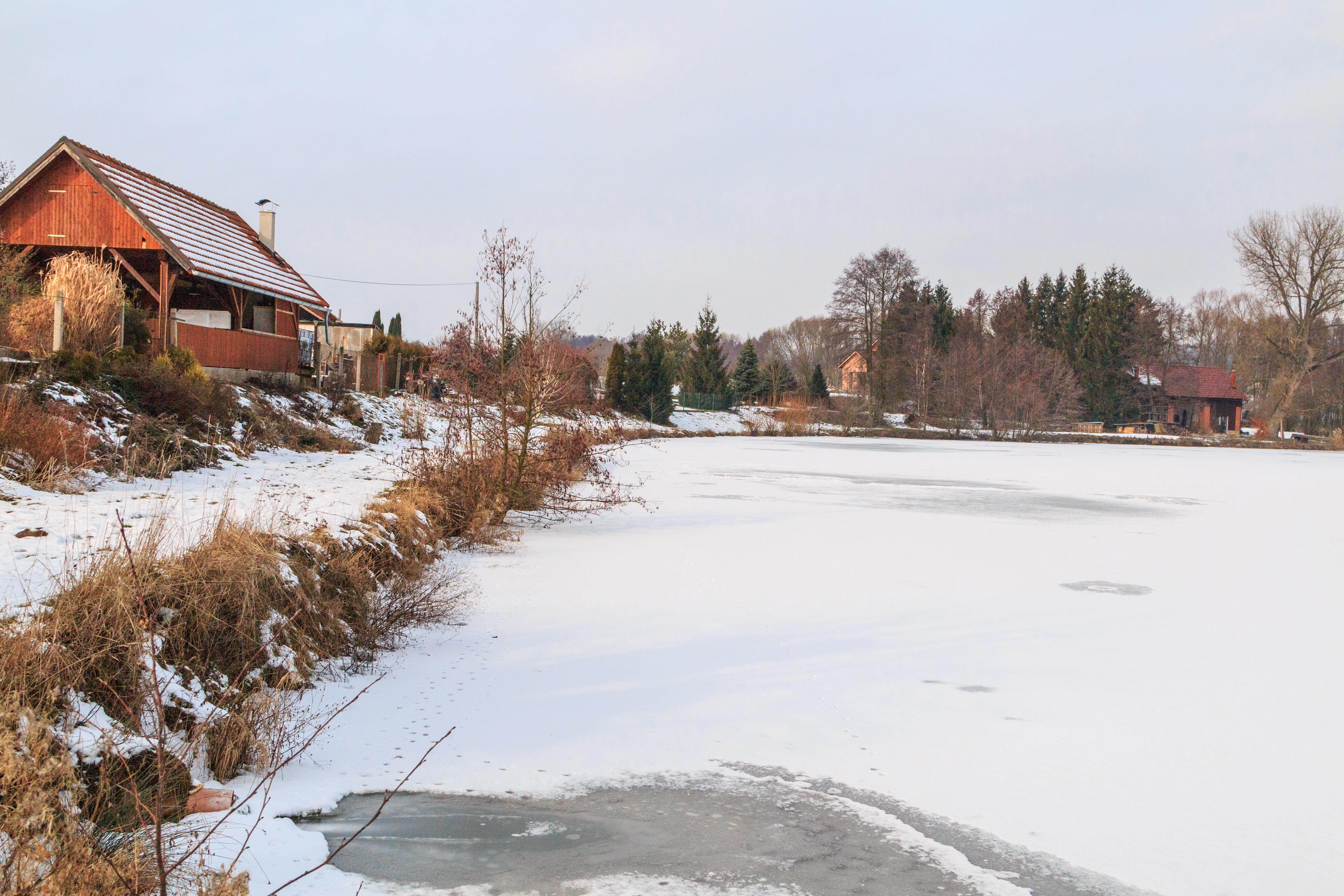
pohled na rybník Jordán u Střevače
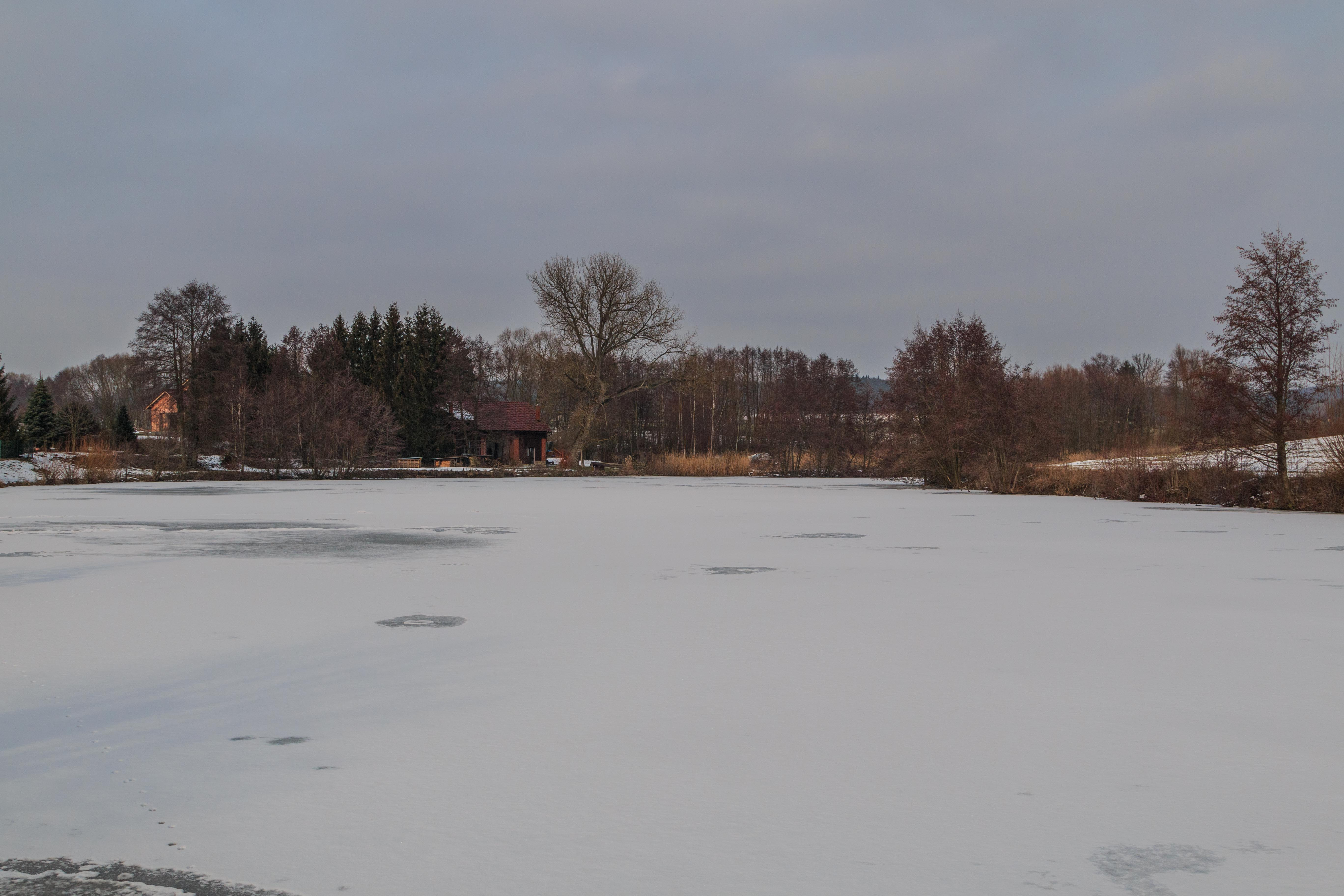
pohled na rybník Jordán u Střevače
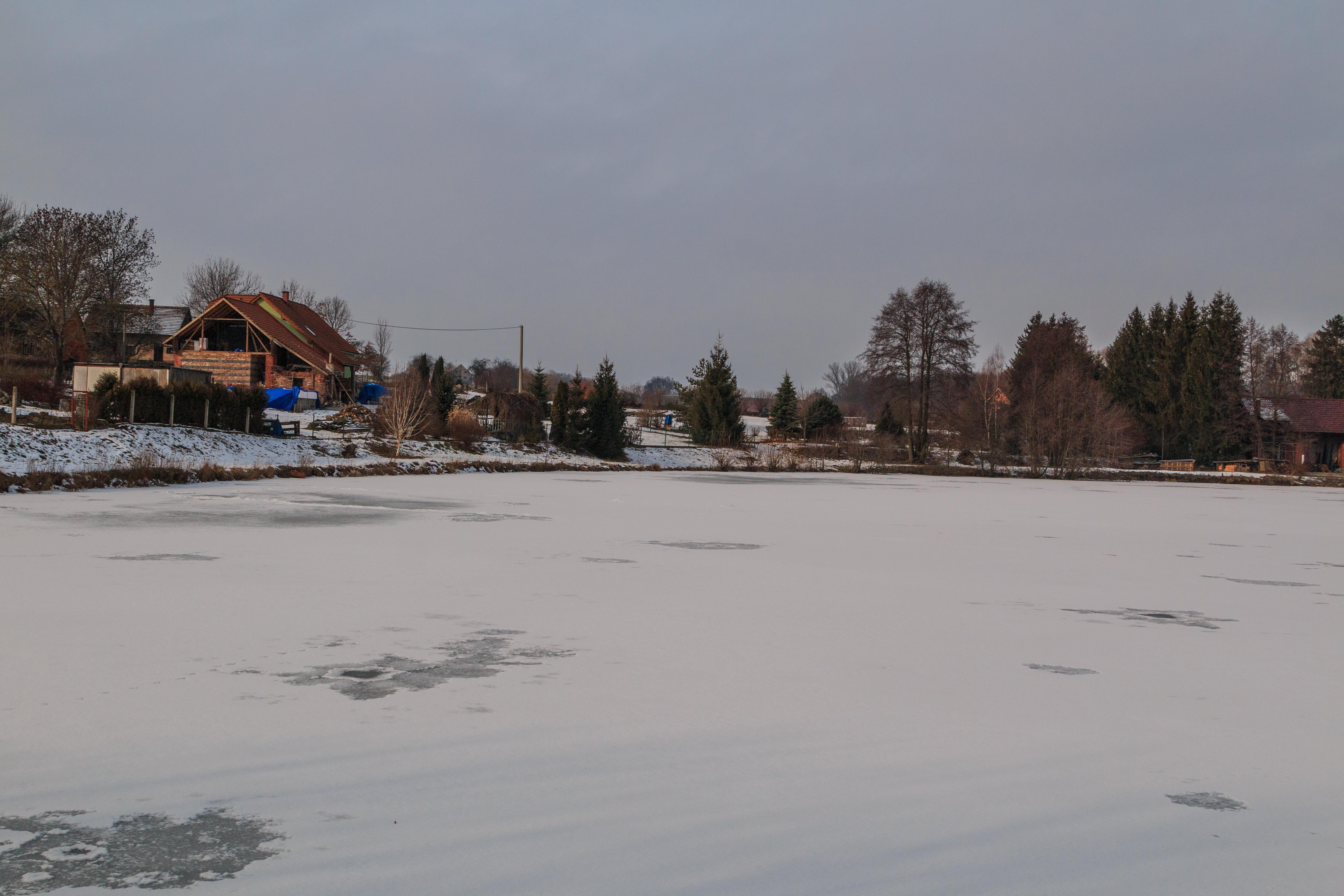
pohled na rybník Jordán u Střevače
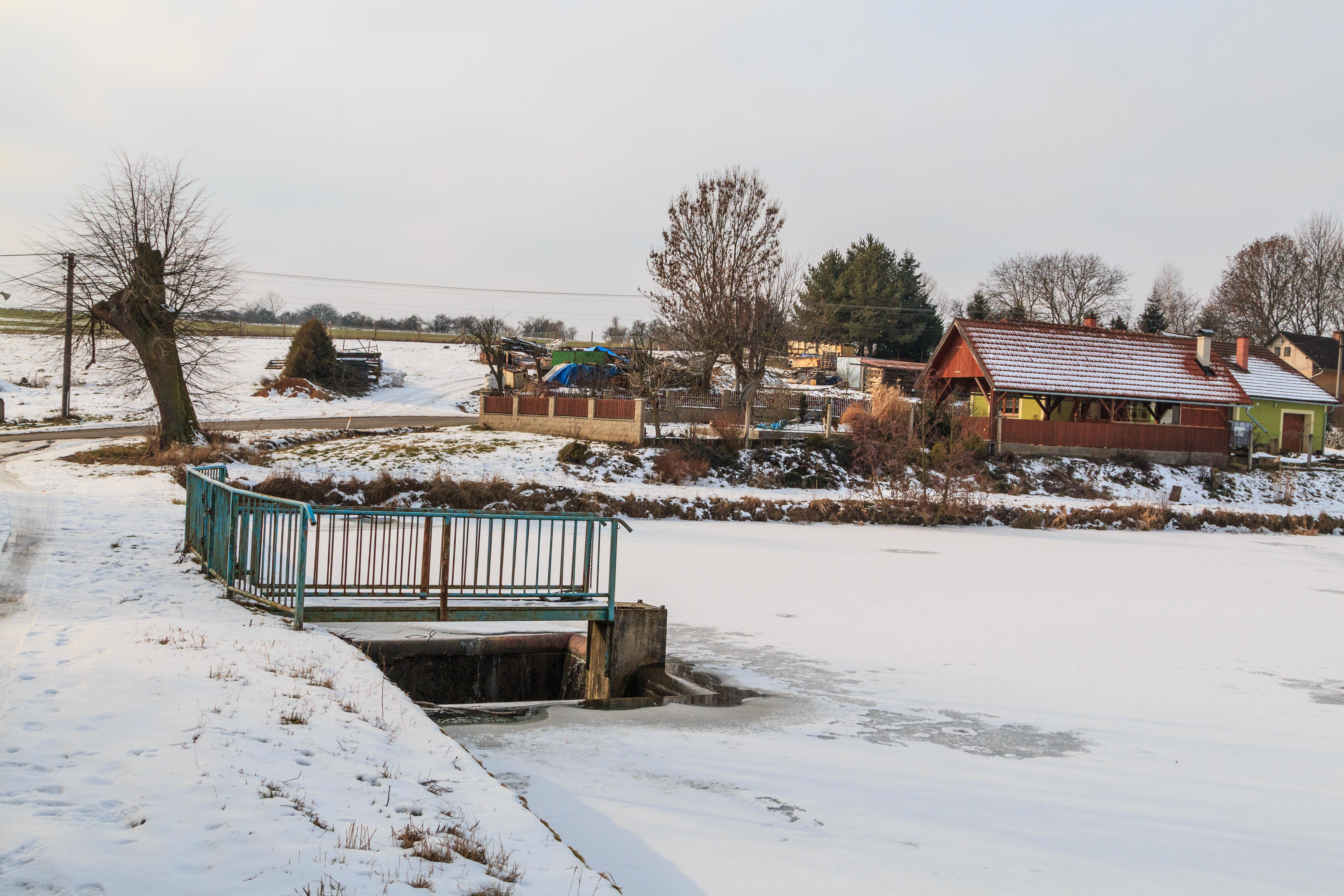
pohled na rybník Jordán u Střevače